# Corrigiola crassifolia
Corrigiola crassifolia är en kransörtsväxtart som beskrevs av Mohammad Nazeer Chaudhri. Corrigiola crassifolia ingår i släktet skoremmar, och familjen kransörtsväxter. Inga underarter finns listade i Catalogue of Life.